# Bischof von Dover
Der Bischof von Dover ist ein Suffraganbischof der Church of England. Er ist Weihbischof in der Diözese von Canterbury, in der Province of Canterbury, und trägt als solcher auch den Titel Bishop in Canterbury. Der Bischofstitel wurde nach der Hafenstadt Dover benannt. Derzeitige Amtsträgerin ist Rose Hudson-Wilkin.
Da der Diözesanbischof, der Erzbischof von Canterbury, im Lambeth Palace in London residiert, die internationale anglikanische Gemeinschaft leitet und daher länger außerhalb der eigenen Diözese weilt, hat der Bischof von Dover seit 1980 weitgehende Vollmachten, die nahe an die Rechte eines Diözesanbischofs reichen. Er hat somit ähnliche Aufgaben wie der Kardinalvikar des Papstes. Er ist auch von Amts wegen Mitglied der Generalsynode der anglikanischen Kirche.

## Amtsinhaber
| Liste der Bischöfe von Dover | Liste der Bischöfe von Dover | Liste der Bischöfe von Dover | Liste der Bischöfe von Dover                                              |
| Von                          | Bis                          | Name                         | Anmerkungen                                                               |
| ---------------------------- | ---------------------------- | ---------------------------- | ------------------------------------------------------------------------- |
| 1536                         | 1545                         | Richard Yngworth             |                                                                           |
| 1545                         | 1557                         | Richard Thornden             |                                                                           |
| 1557                         | 1569                         | nicht besetzt                | nicht besetzt                                                             |
| 1569                         | 1597                         | Richard Rogers               |                                                                           |
| 1597                         | 1870                         | in Abeyance                  | in Abeyance                                                               |
| 1870                         | 1890                         | Edward Parry                 |                                                                           |
| 1890                         | 1897                         | George Eden                  | danach Bischof von Wakefield                                              |
| 1898                         | 1916                         | William Walsh                |                                                                           |
| 1916                         | 1927                         | Harold Bilbrough             | danach Bischof von Newcastle                                              |
| 1927                         | 1934                         | John Macmillan               | danach Bischof von Guildford                                              |
| 1935                         | 1957                         | Alfred Rose                  |                                                                           |
| 1957                         | 1964                         | Lewis Meredith               |                                                                           |
| 1964                         | 1980                         | Tony Tremlett                |                                                                           |
| 1980                         | 1992                         | Richard Third                | vorher Bischof von Maidstone                                              |
| 1992                         | 1999                         | Richard Llewellin            | vorher Bischof von Saint Germans                                          |
| 1999                         | 2009                         | Stephen Venner               | vorher Bischof von Middleton                                              |
| 2010                         | 2019                         | Trevor Willmott              | vorher Erzdiakon von Durham und Bischof von Basingstoke                   |
| 2019                         | Gegenwart                    | Rose Hudson-Wilkin           | vorher Kaplanin der Königin von England und Kaplanin des House of Commons |